# Namibisk dollar
Namibisk dollar (N$ Namibian dollar) är den valuta som används i Namibia i Afrika. Valutakoden är NAD. 1 Dollar = 100 cents.
Valutan infördes 1993 och ersatte den sydafrikanska rand som 1920 ersatte den tidigare Tyska Sydväst Afrika marken.
Valutan har en fast växelkurs sedan 1990 i Common Monetary Area (en valutaunion mellan Namibia, Lesotho, Swaziland och Sydafrika) till kursen 1 ZAR (rand), det vill säga 1 NAD = 1 ZAR.

## Användning
Valutan ges ut av Bank of Namibia  - BoN som grundades 1993 och har huvudkontoret i Windhoek.
Den sydafrikanska rand är också giltig i Namibia.

## Valörer
- mynt: 1 och 5 Dollar
- underenhet: 5, 10 och 50 cents
- sedlar: 10, 20, 50, 100 och 200 NAD